# 舔肛

舔肛

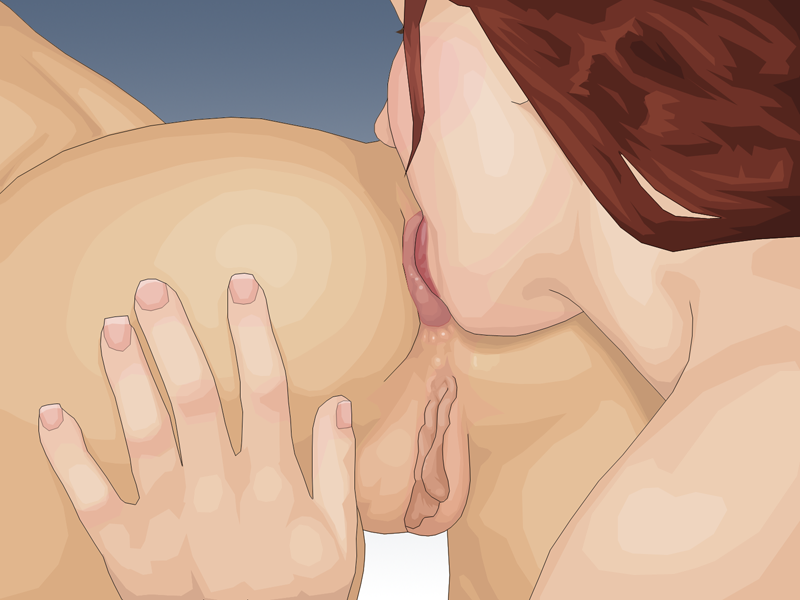
一名女性对另一名女性的舔肛

舔肛，又称舐肛，是口交的一種形式，指性行为中一方以口（唇、舌）接触另一方肛门以進行性刺激。此動作可由各种性取向的人群採行。在性服務場所，又稱毒龍鑽。

## 方式
舔肛的具体形式包括吻吸、舔舐以及将舌部伸入肛门等对肛门的刺激活动。受者的快感主要来自肛门富含的神经末梢受到的刺激。相互的舔肛也可以采用69式体位。

## 健康风险和预防

### 健康风险
由于肛门和直肠内存留着大量的细菌，更可能有寄生虫、病毒等其他病原体存在，不安全的舔肛可能引起多种疾病，如甲型肝炎、肠道寄生虫、衣原体感染、人類乳突病毒（HPV）感染、淋病以及其他一些性传播疾病等。在舔肛後若直接进行对外生殖器的舔舐，则可能将直肠的大肠杆菌等带入尿道，导致尿路感染。经舔肛感染人类免疫缺陷病毒而引发艾滋病的可能性较低，但也有专家认为这种风险确实存在，特别是在口腔和肛门有伤口或溃疡的情况下，而此时感染其他疾病的风险也会更高。

### 预防手段
由于肛门富含褶皱，单纯的清洗并不能达到清除病原体的作用。医疗工作者推荐使用防护罩，以降低舔肛的健康风险。

## 参看
- 肛交
- 口交
- 從肛至口
- 粪口路径